# Paulo José Miranda
Paulo José Miranda (Aldea de Paio Pires, Seixal, Portugal, 21 de maig de 1965) és un escriptor, novel·lista, poeta i dramaturg portuguès.
Es va llicenciar en Filosofia per la Universitat de Lisboa. És membre del PEN Club Internacional des del 1998. A Voz que nos Trai fou el seu primer llibre de poesia, publicat el 1997, que va guanyar el premi Teixeira de Pascoaes l’any següent. Després va començar el seu "tríptic de la creació", una sèrie de novel·les sobre autors portuguesos del segle xix, amb Um Prego no Coração (1998) a Cesário Verde, a Natura morta (1999) a João Domingos Bontempo, que va guanyar el primer Premi Literari José Saramago, i a Vício (2001), a Antero de Quental. Va viure cinc anys a Istanbul, a Turquia, amb la seva parella en aquell moment, el cineasta Pelin Esmer, després d'haver viatjat pel Mediterrani i l'Orient Mitjà. El 2001 va viure a Macau durant tres mesos. Va tornar a Portugal el 2003. El 2005 es va traslladar al Brasil, on va viure fins al 2015, a indrets com Rio de Janeiro, São Paulo, Curitiba, Florianópolis i Porto Alegre, i posteriorment tornà a Portugal, instal·lant-se a Estoril.
El 2014 publicà Human Exercises, que va rebre el premi SPA (Societat d'Autors Portuguesa), i el 2015 A doença da Felicidade. També és l'autor de la biografia de Manoel de Oliveira. Posteriorment ha publicat Aaron Klein (2020), una novel·la biogràfica d'un jueu que torna a Lisboa, ciutat que havia conegut en la seva infantesa i l’únic lloc on havia estat feliç.

## Reconeixements
- 1997: Premi Teixeira de Pascoaes, per A Voz que nos Trai[2]
- 2002: Premi Literari José Saramago, per Natureza Morta[1]
- 2015: Premi da Sociedade Portuguesa de Autores e a Rede Portuguesa de Televisión - Premi SPA/RTP per al millor llibre de Poesies, per l'obra Exercícios de Humano[2]

## Publicacions

### Prosa
- Um Prego no Coração (1998)
- Natureza Morta (1999)
- Vício (2001)
- O Mal (2002)
- Un Clavo en el Corazón (2007)
- A América (2008)
- Com o Corpo Todo (2011)
- Filhas (2012)
- A Máquina do Mundo (2014)
- Um Prego no Coração | Natureza Morta | Vício (2019)
- Aaron Klein (2020)

### Cartes
- O Corpo de Helena, (2001)
- Todas as Cartas de Amor (2014)

### Teatre
- Colmeiópolis-Um dia na Colmeia (2014)

### Poesia
- A voz que nos trai (1997)
- A Arma do Rosto (1998)
- O Tabaco de Deus (2002)
- Exercícios de Humano (2014)
- Auto-Retratos (2016)

### Assaig
- A Doença da Felicidade (2020)